# 조영빈
조영빈(曺永斌, 1970년 3월 2일 ~ )은 대한민국의 개그맨이다. 이재형, 한현민과 함께 개그 트리오 기글스의 멤버이다. 형 조영각은 서울독립영화제 집행위원장이다.

## 학력
- 서일대학 레크리에이션과 학사

## 연기 활동
방송
- 2017년 tvN 《코미디빅리그》
- 2014년 KBS1 《6시 내고향》
- 2009년 MBC 《하땅사》
- 2003년 SBS 《웃찾사》

공연
- 2009년 뮤지컬 《더 팬츠》